# 伊勢集
伊勢集（いせしゅう）は平安時代の歌人伊勢の私家集。
宇多天皇の中宮藤原温子に仕えた女房、伊勢の家集である。伊勢は、『古今和歌集』の撰者時代の代表的歌人であり、同集には女性として最多の二十二首が入集している。また三十六歌仙、『小倉百人一首』の入選者の一人でもある。
伊勢集の諸本は三系統ある。最も古態を残すとされ、諸注が底本に用いているのは西本願寺本であり、他の二系統は歌仙家集本および群書類従本である。冒頭部分は自伝性が強い物語風の記述となっており、のちの『和泉式部日記』などに代表される女流日記文学に先駆けた内容となっている。本歌集収録の歌は、『新古今和歌集』や『小倉百人一首』にも採用されている。